# Journée des dupes

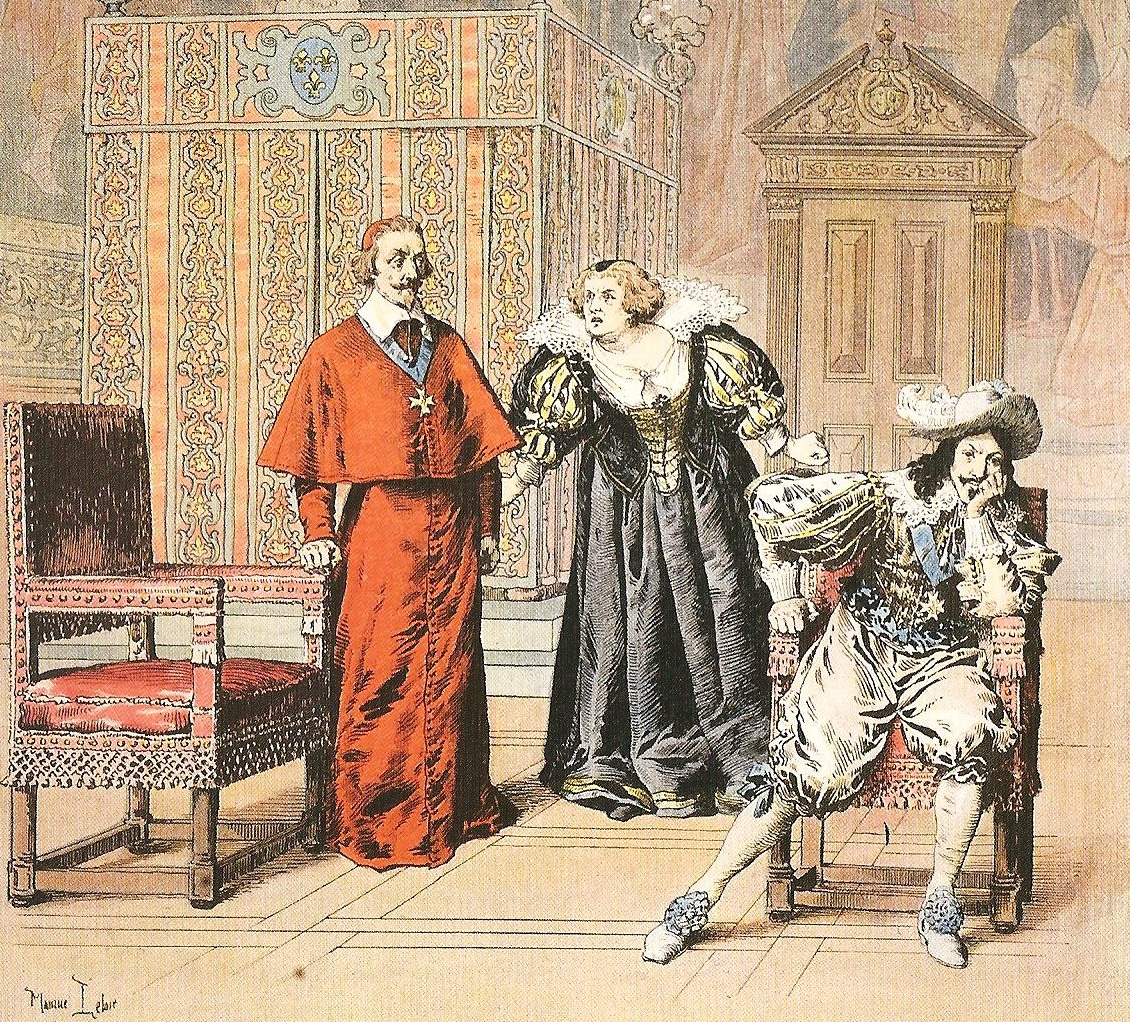
Maria de Médici confronta o cardeal Richelieu antes de Luís XIII. Ilustração de Maurice Leloir (1910)

O dia dos logrados ou journée des dupes (em francês: la journée des Dupes) é o nome dado a um dia em novembro de 1630 no qual os inimigos do cardeal Richelieu erroneamente acreditaram que haviam conseguido persuadir o rei Luís XIII da França a demitir Richelieu do poder. Acredita-se que o dia real tenha sido no dia 10, 11 ou 12 do mês.
Em novembro de 1630, as relações políticas entre o cardeal e a rainha-mãe, a italiana Maria de Médici, entraram em crise. Em uma cena de tempestade em 10 de novembro, no Palácio de Luxemburgo, Maria de Médici e o cardeal se encontraram na presença do rei. A rainha-mãe exigiu a demissão do cardeal, declarando que o rei deveria escolher entre ele e ela.
Nenhuma decisão imediata veio desta conferência, mas o rei retirou-se para seu pavilhão de caça em Versalhes. Richelieu parece ter acreditado que sua carreira política havia acabado, mas a intercessão de amigos influentes salvou o ministro da desgraça iminente. Enquanto os apartamentos do Palácio de Luxemburgo estavam apinhados de inimigos do cardeal que comemoravam sua queda, Richelieu seguiu o rei até Versalhes, onde o monarca lhe garantiu apoio contínuo. Marie acabou exilando-se em Compiègne.
O "Dia dos Incrédulos", como esse evento foi chamado, marca a restauração completa do cardeal aos favores reais.